# Maxillaria lindeniae
Maxillaria lindeniae är en orkidéart som beskrevs av Célestin Alfred Cogniaux. Maxillaria lindeniae ingår i släktet Maxillaria och familjen orkidéer.
Artens utbredningsområde är Peru. Inga underarter finns listade i Catalogue of Life.